# Les Feixes de Puig-redon
Les Feixes és una masia de Puig-redon, disseminat del municipi de Torà (Solsonès), inclosa a l'Inventari del Patrimoni Arquitectònic de Catalunya.

## Situació
La masia s'aixeca entre els camps de conreu que s'estenen als peus del vessant oriental del Tossal de la Creu, als plans de Puig-redon.
S'hi arriba des de la carretera LV-3005 de Torà a Solsona. Al km. 3,7 de la dita carretera 41° 49′ 54.16″ N, 1° 25′ 19.05″ E / 41.8317111°N,1.4219583°E) es pren la pista en direcció a Puig-redon (senyalitzat). Als 1,2 km es passa pel costat de les edificacions de cal Millet (41° 50′ 11.31″ N, 1° 24′ 44.05″ E / 41.8364750°N,1.4122361°E). Als 1,9 km (41° 50′ 17.24″ N, 1° 24′ 23.12″ E / 41.8381222°N,1.4064222°E) es deixa a la dreta la masia de la Casanova de Puig-redon. Als 2,3 km.(41° 50′ 25.6″ N, 1° 24′ 14.31″ E / 41.840444°N,1.4039750°E) es continua recte, deixant a l'esquerra la masia del Soler, i, als 2,9 km s'arriba a les Feixes.

## Descripció
Edifici de quatre façanes i tres plantes.
Ha sofert modificacions i ampliacions -el 1882- i també coberts annexats a l'habitatge. L'entrada original se situava al mur sud-est, on hi ha una entrada amb arc de mig punt adovellat. A sobre hi ha una finestra amb llinda de pedra i ampit, i a la darrera planta una finestra més senzilla. La part esquerra d'aquesta façana està coberta per una ampliació. A la façana nord-est, a la planta baixa a la dreta, hi ha una petita obertura. A la planta següent, hi ha dues finestres amb llinda de pedra i ampit. A la darrera planta, hi ha dues petites obertures.

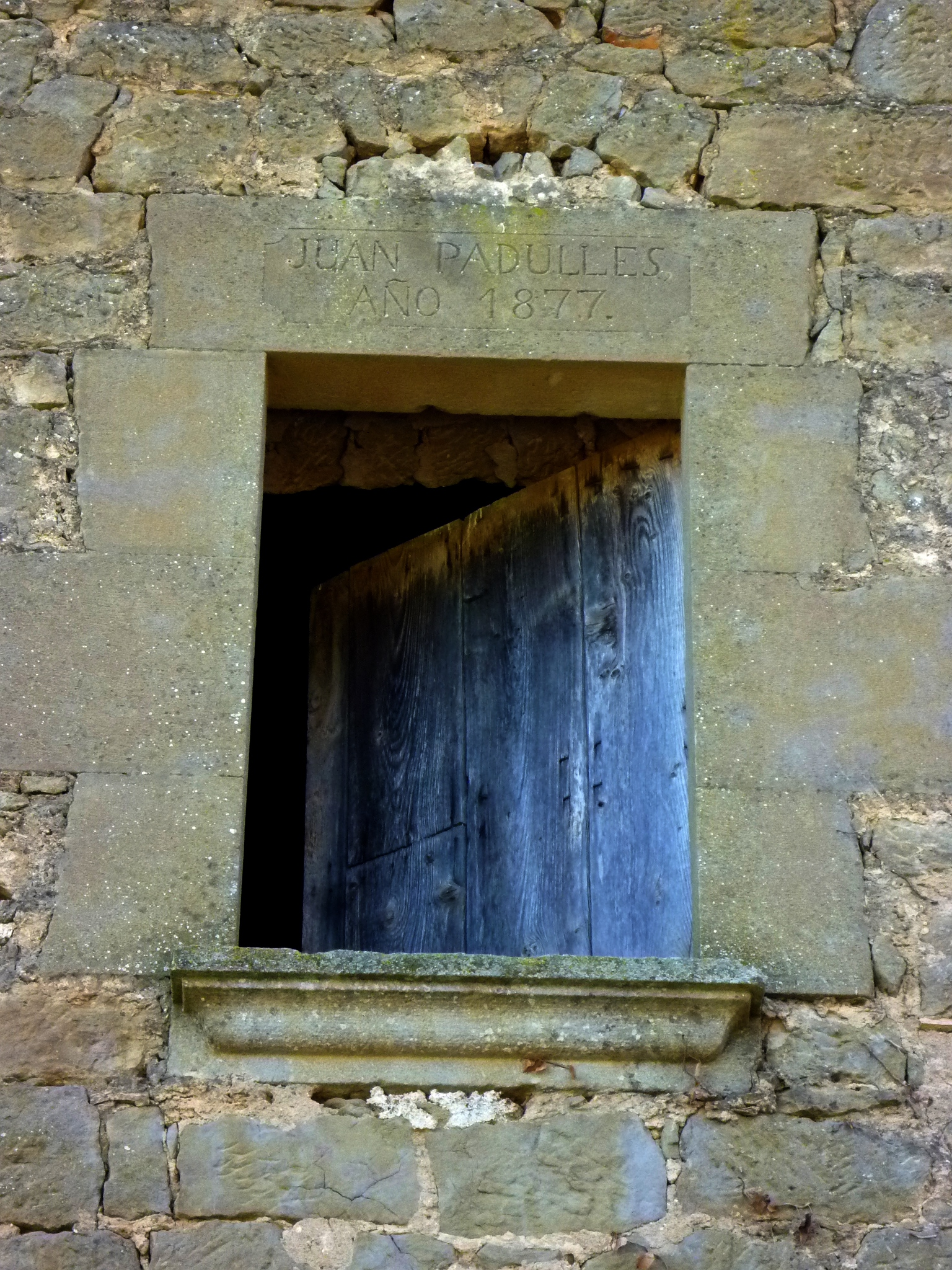
Finestra amb inscripció

A la façana nord-oest, hi ha una entrada precedida per una rampa que dona a la segona planta. A la darrera hi ha una finestra tapiada i més a l'esquerra una altra on a la llinda de pedra i posa "Juan Padulles año 1877". A la façana sud-oest, a la planta baixa a l'esquerra, hi ha una entrada d'arc de mig punt tapiada, davant seu hi ha una estructura quadrada que podria ser un cup de vi. A l'extrem dret de la façana hi ha una entrada, que s'hi accedeix per unes escales. A cada costat de l'entrada hi ha una finestra. A la planta següent, hi ha quatre finestres, les dues interiors amb ampit. A la darrera planta, hi ha tres petites finestres. La coberta és de dos vessants (sud-oest, nord-est), acabada amb teules.
Adjunt a la façana sud-est, hi ha una ampliació de la casa. Té dues finestres a la part inferior, dues grans obertures d'arc escarser que donen a una galeria. A la darrera planta hi ha dues obertures triangulars.
Adjunt amb aquest darrer, hi ha un altre edifici, que tenia funció agrícola. Destaca només una entrada amb llinda de fusta força ampla. A l'esquerra de la façana sud-est, hi ha dos petits edifici quasi en ruïnes. Just davant de la façana nord-oest, hi ha una bassa d'aigua.